# Phragmatopoma caudata
Phragmatopoma caudata är en ringmaskart som beskrevs av Kroeyer in Mörch 1863. Phragmatopoma caudata ingår i släktet Phragmatopoma och familjen Sabellariidae. Inga underarter finns listade i Catalogue of Life.